# Auguste Bernus

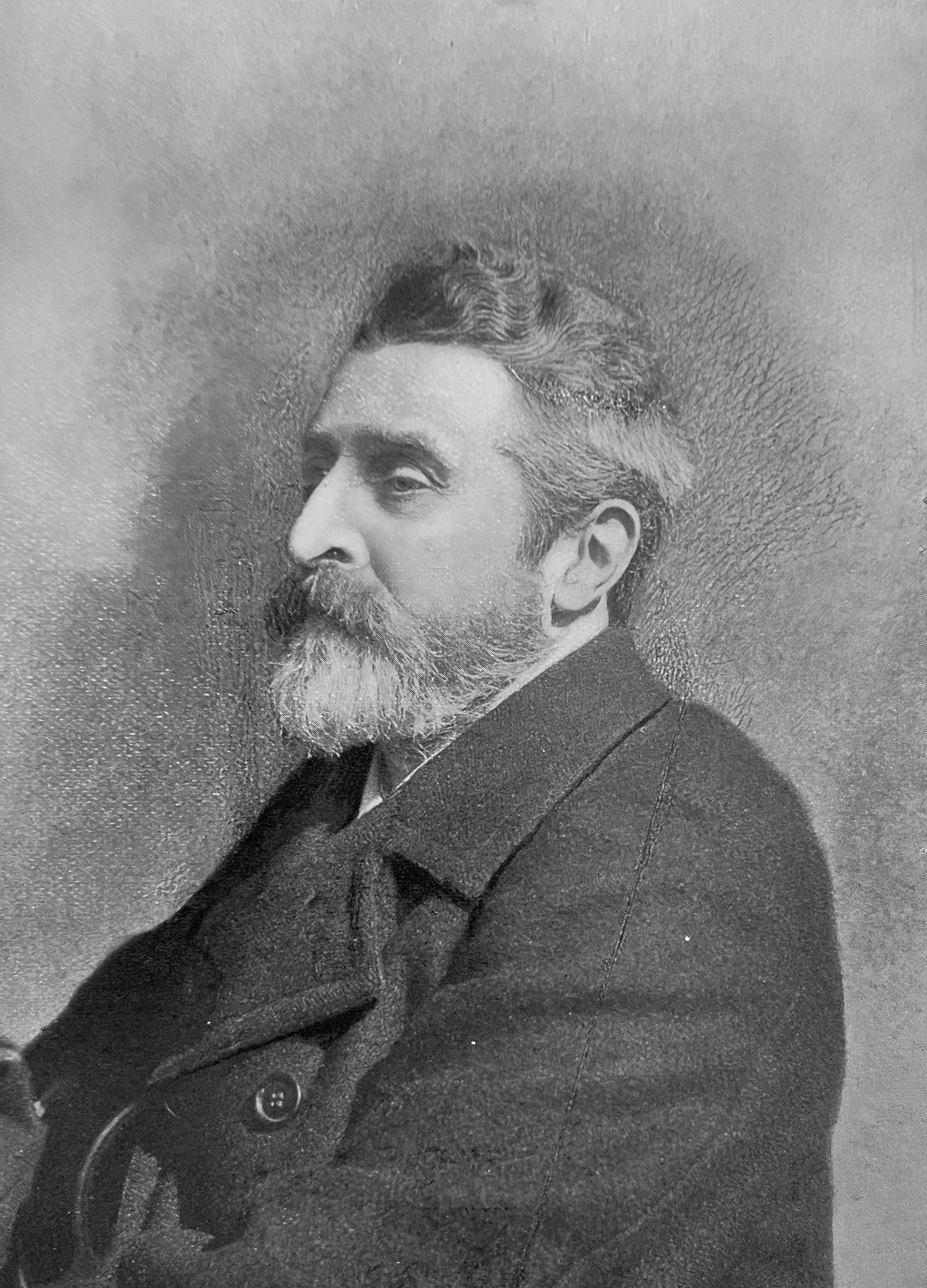
Auguste Bernus

Auguste Bernus (* 1. November 1844 in Paris; † 31. März 1904 in Lausanne) war ein Schweizer evangelischer Geistlicher und Hochschullehrer. 

## Leben

### Familie
Auguste Bernus stammte aus einer Hugenottenfamilie aus der Dauphiné, die anfangs nach Frankfurt am Main geflüchtet war und später in der Schweiz eingebürgert wurde. Sein Vater war Jacques-Auguste Bernus (1812–1849), Kaufmann in Paris und dessen Ehefrau Louise (geb. Köster) (1814–1878); er hatte noch fünf leibliche Geschwister. Nach dem Tod seines Vaters heiratete seine Mutter in zweiter Ehe Louis-Philippe-Benjamin Bridel und Auguste Bernus wuchs, gemeinsam mit seinem Halbbruder, dem späteren Juristen Louis Bridel (1852–1913), in Lausanne auf. 
Seit 1870 war Auguste Bernus mit Hélène (geb. de Pressensé) verheiratet. Seine Tochter Louise-Hélène (* 1876; † 26. September 1950 in Neuenburg) war mit dem Neuenburger Theologen Paul Humbert verheiratet.

### Werdegang
Auguste Bernus immatrikulierte sich 1863 an der Theologischen Fakultät der Freien evangelischen Kirche in Lausanne, setzte sein Studium an der Universität Berlin fort und beendete es 1869 an der Universität Paris.
Von 1869 bis 1874 war er Pfarrer an der Freien evangelischen Kirche in Ormont-Dessus und von 1875 bis 1891 an der Französischen Kirche in Basel.
1891 wurde er als Professor für Historische Theologie an der Theologischen Fakultät der Freien evangelischen Kirche in Lausanne berufen.
Nach seinem Tod wurde Paul Laufer sein Nachfolger im Lehramt.

### Theologisches und schriftstellerisches Wirken
Auguste Bernus arbeitete als Nachfolger von Aimé-Louis Herminjard (1817–1900) an der Encyclopédie des sciences religieuses von Frédéric Auguste Lichtenberger, an der zweiten Ausgabe von France protestante von Eugène und Émile Haag und am Bulletin de la Société d'histoire du protestantisme français mit.
1889 veröffentlichte er seine Forschungsergebnisse aus dem bislang unveröffentlichten Tagebuch von Antoine de Chandieu (1534–1591), das er entdeckt hatte. Es handelt sich hierbei um eine Studie über das Leben eines Pfarrers aus dieser Zeit, nach seinem unedierten eigenhändig geschriebenen Tagebuch, das 1563 begonnen und bis zu seinem Tode fortgeführt wurde.

### Schweizer Alpen-Club
Als Rudolf Theodor Simler 1863 einen Aufruf an die Bergfreunde in der Schweiz zur Gründung des Schweizer Alpen-Clubs erliess, war Auguste Bernus von der Idee so begeistert, dass er gemeinsam mit Louis Dufour (1832–1892) die Section des Diablerets begründete und deren erster Präsident, Kassierer, Sekretär und Korrespondierendes Mitglied wurde. 
Während seines Pfarramts in Les Ormonts von 1869 bis 1874 widmete er seine ganze Freizeit der Erforschung der Waadtländer Alpen; die Erschliessung eines neuen Wegs auf den Diableret, geht auf ihn zurück (1867, Route der Vire Bernus, Nr. 654 des Guide des Alpes Vaudoises).

## Mitgliedschaften
- Auguste Bernus war Mitglied des Schweizer Alpen-Club.

## Schriften (Auswahl)
- William Monod: Souvenir pour ses amis. Lausanne 1866.
- Richard Simon et son histoire critique du Vieux Testament, la critique biblique au siècle de Louis XIV, thèse présentée à la Faculté de théologie de l'Église libre du canton de Vaud. Lausanne: Impr. de G. Bridel, 1869.
- Le ministre Antoine de Chandieu, d'après son journal autographe inédit, 1534–1591. Paris: Imprimeries réunies, 1889.
- Pierre Ramus à Bâle 1568-1569: Etude historique suivie d'une lettre inédite de Ramus. Paris: Librairies-imprimeurs réunies, 1890.
- Trois pasteurs échappés aux massacres de la Saint-Barthélemy. Paris, 1892.
- Un laïque du seizième siècle: Marc Perez, ancien de l'Eglise réformée d'Anvers. Lausanne: G. Bridel, 1895.
- Vie de Thomas Platter, 1499–1582 suivie d'extraits des mémoires de Félix Platter, 1536–1614. Lausanne, G. Bridel & cie 1895.
- Testament autobiographique d'un des premiers pasteurs de France, Pierre Fornelet: précédé d'un notice. Paris, 1897.
- Théodore de Bèze à Lausanne: Étude. Lausanne: G. Bridel & Cie, 1900.
- L'imprimerie à Lausanne et à Morges jusqu'à la fin du 16e siècle. Lausanne Bridel 1904.